# Synagoga Arona Kona w Łodzi (ul. Cegielniana 29)
Synagoga Arona Kona w Łodzi – prywatny dom modlitwy znajdujący się w Łodzi przy ulicy Cegielnianej 29.
Synagoga została zbudowana w 1897 roku z inicjatywy Arona Kona, Symchy Uberbauma i Mendela Wintera. Podczas II wojny światowej hitlerowcy zdewastowali synagogę.